# Irving Bacon
Pour les articles homonymes, voir Bacon.

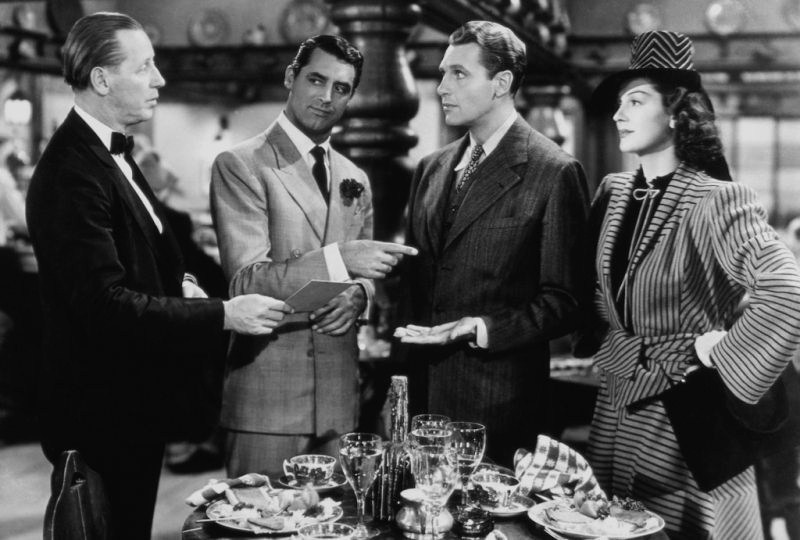
De gauche à droite : Irving Bacon, Cary Grant, Ralph Bellamy et Rosalind Russell, dans La Dame du vendredi (1940)

Irving Bacon est un acteur américain, né à Saint Joseph (Missouri) le 6 septembre 1893, mort à Hollywood (Californie) le 5 février 1965.

## Biographie
Apparaissant le plus souvent au cinéma dans des petits rôles, Irving Bacon participe entre 1923 et 1958 à plus de 500 films américains, dont près de 60 films muets. À plusieurs reprises, il retrouve le réalisateur Frank Capra, notamment dans L'Homme de la rue en 1941, où il joue le rôle de Beany, l'un de ses plus remarqués.
Pour la télévision, il participe à quelques séries, de 1950 à 1960.

## Filmographie partielle

### Au cinéma
- 1923 : Anna Christie de John Griffith Wray et Thomas H. Ince
- 1926 : A Prodigal Bridegroom de Lloyd Bacon[1] et Earle Rodney
- 1927 : California or Bust de Phil Rosen
- 1927 : The Girl from Everywhere d'Edward F. Cline
- 1927 : Broke in China réalisé par Edward F. Cline et produit par Mack Sennett
- 1928 : Les Trois Coupables (Three Sinners) de Rowland V. Lee
- 1928 : The Head Man d'Edward F. Cline
- 1928 : The Best Man de Harry Edwards
- 1928 : The Good-Bye Kiss de Mack Sennett
- 1929 : The Old Barn (en) de Mack Sennett
- 1929 : Girl Crazy de Mack Sennett
- 1929 : Le Dernier Voyage (Side Street) de Malcolm St. Clair
- 1929 : Les Voltigeurs de l'espace (Half Way to Heaven) de George Abbott
- 1929 : Two Sisters de Scott Pembroke
- 1930 : La Rue de la chance (Street of Chance) de John Cromwell
- 1931 : L'Attaque de la caravane (Fighting Caravans) d'Otto Brower et David Burton
- 1931 : Justiciers du Texas (Alias the Bad Man) de Phil Rosen
- 1932 : La Belle Nuit (This is the Night) de Frank Tuttle
- 1932 : Madame Racketeer de Harry Wagstaff Gribble et Alexander Hall
- 1932 : Gare centrale (Union Depot) d'Alfred E. Green
- 1932 : The Big Broadcast de Frank Tuttle
- 1933 : Grande Dame d'un jour (Lady for a Day) de Frank Capra
- 1933 : La Femme aux gardénias (Double Harness) de John Cromwell
- 1934 : The Pursuit of Happiness d'Alexander Hall
- 1934 : New York-Miami (It happened One Night) de Frank Capra
- 1934 : Rapt d'enfant (Miss Fane's Baby Is Stolen) d'Alexander Hall
- 1934 : La Course de Broadway Bill (Broadway Bill) de Frank Capra
- 1934 : Little Men de Phil Rosen
- 1935 : It's a Small World d'Irving Cummings
- 1935 : Romance in Manhattan de Stephen Roberts
- 1935 : La Jolie Batelière (The Farmer Takes a Wife) de Victor Fleming
- 1936 : Earthworm Tractors de Ray Enright
- 1936 : L'Extravagant Mr. Deeds Mr. Deeds goes to Town) de Frank Capra
- 1936 : La Légion des damnés (The Texas Rangers) de King Vidor
- 1936 : L'Homme nu (Love on a Bet) de Leigh Jason
- 1936 : Wives Never Know d'Elliott Nugent
- 1936 : Calibre neuf millimètres (Murder with Pictures) de Charles Barton
- 1936 : Hollywood Boulevard de Robert Florey
- 1937 : Exclusive d'Alexander Hall
- 1937 : La Loi du milieu (Internes can't take Money) d'Alfred Santell
- 1937 : La Folle Confession (True Confession) de Wesley Ruggles
- 1938 : Le Mystérieux Docteur Clitterhouse (The Amazing Dr. Clitterhouse) d'Anatole Litvak
- 1938 : La Ruée sauvage (The Texans) de James Patrick Hogan
- 1938 : Vous ne l'emporterez pas avec vous (You can't take it with you) de Frank Capra
- 1938 : Menaces sur la ville (Racket Busters) de Lloyd Bacon
- 1938 : Give Me a Sailor d'Elliott Nugent
- 1938 : Les Pirates du micro (Kentucky Moonshine) de David Butler
- 1938 : Les Bébés turbulents (Sing You Sinners) de Wesley Ruggles
- 1938 : La Pauvre Millionnaire (There Goes My Heart) de Norman Z. McLeod
- 1939 : Je suis un criminel (they made me a Criminal) de Busby Berkeley
- 1939 : Les Aventures d'Huckleberry Finn (The Adventures of Huckleberry Finn) de Richard Thorpe
- 1939 : J'ai volé un million (I Stole A Million) de Frank Tuttle
- 1939 : Terreur à l'ouest (The Oklahoma Kid) de Lloyd Bacon
- 1939 : Lucky Night de Norman Taurog
- 1939 : La Fille du nord (Second Fiddle) de Sidney Lanfield
- 1939 : Autant en emporte le vent (Gone with the Wind) de Victor Fleming, George Cukor et Sam Wood
- 1939 : Pack Up Your Troubles de H. Bruce Humberstone : Doughboy
- 1939 : Le Vainqueur (Indianapolis Speedway) de Lloyd Bacon
- 1940 : La Dame du vendredi (His Girl Friday) d'Howard Hawks
- 1940 : Les Raisins de la colère (The Grapes of Wrath) de John Ford
- 1940 : Blondie on a Budget de Frank R. Strayer
- 1940 : Dreaming Out Loud, de Harold Young
- 1940 : Howard le révolté (The Howards of Virginia) de Frank Lloyd
- 1940 : Michael Shayne, Private Detective d'Eugene Forde
- 1941 : L'Engagé volontaire (Caught in the Draft) de David Butler
- 1941 : La Folle Alouette (Skylark) de Mark Sandrich
- 1941 : Quel pétard ! (Great Guns) de Monty Banks
- 1941 : L'Homme de la rue (Meet John Doe) de Frank Capra
- 1941 : La Route du tabac (Tobacco Road) de John Ford
- 1942 : L'amour chante et danse (Holiday Inn) de Mark Sandrich
- 1942 : Les Écumeurs (The Spoilers) de Ray Enright
- 1942 : Swing au cœur (Footlight Serenade) de Gregory Ratoff
- 1942 : Give Out, Sisters d'Edward F. Cline
- 1942 : Deux Nigauds dans une île (Pardon my Sarong) d'Erle C. Kenton
- 1942 : Le Fruit vert (Between Us Girls) de Henry Koster
- 1942 : Young America de Louis King
- 1943 : L'Ombre d'un doute (Shadow of a Doubt) d'Alfred Hitchcock
- 1943 : Johnny le vagabond (Johnny Come Lately) de William K. Howard
- 1943 : Le Roi des cow-boys (King of the Cowboys) de Joseph Kane
- 1943 : The Good Fellows de Jo Graham
- 1943 : La Ruée sanglante (In Old Oklahoma) d'Albert S. Rogell
- 1943 : Liens éternels ( Hers to Hold) de Frank Ryan
- 1943 : Dixie Dugan de Otto Brower :
- 1943 : Two Weeks to Live de Malcolm St. Clair
- 1943 : Fou de girls (Girl Crazy) de Norman Taurog et Busby Berkeley
- 1944 : Casanova le petit (Casanova Brown) de Sam Wood
- 1944 : Les Flirts des Corrigans (Chip Off the Old Block)
- 1945 : Désir de femme (Guest Wife) de Sam Wood
- 1945 : Star in the Night (court-métrage) de Don Siegel
- 1945 : Roughly Speaking de Michael Curtiz
- 1945 : La Maison du docteur Edwardes (Spellbound) d'Alfred Hitchcock
- 1946 : Wake Up and Dream de Lloyd Bacon
- 1947 : Week-end au Waldorf (Week-End at the Waldorf) de Robert Z. Leonard
- 1947 : Deux sœurs vivaient en paix (The Bachelor and the Bobby-Soxer) d'irving Reis
- 1947 : Monsieur Verdoux (titre original) de Charlie Chaplin
- 1947 : Le Fiancé de ma fiancée (Dear Ruth) de William D. Russell
- 1948 : Ce bon vieux Sam (Good Sam) de Leo McCarey
- 1948 : Le Fils du pendu (Moonrise) de Frank Borzage
- 1948 : L'Enjeu (State of the Union) de Frank Capra
- 1948 : La Descente tragique (Albuquerque) de Ray Enright
- 1948 : Ma femme et ses enfants (Family Honeymoon) de Claude Binyon
- 1949 : Les Travailleurs du chapeau (It's a Great Feeling) de David Butler
- 1949 : El Paso, ville sans loi (El Paso) de Lewis R. Foster
- 1949 : L'Homme au chewing-gum (Manhandled) de Lewis R. Foster
- 1949 : Les Belles Promesses (The Green Promise) de William D. Russell
- 1949 : Le Chat sauvage (The Big Cat) de Phil Karlson
- 1950 : La Femme aux maléfices (Born to Be Bad) de Nicholas Ray
- 1950 : Jour de chance (Riding High) de Frank Capra
- 1951 : Jour de terreur (Cause for Alarm !) de Tay Garnett
- 1951 : Katie Did It de Frederick de Cordova
- 1951 : Si l'on mariait papa (Here comes the Groom) de Frank Capra
- 1952 : Cette sacrée famille (Room for One More) de Norman Taurog
- 1953 : La Nuit sauvage (Devil's Canyon) de Alfred Werker
- 1953 : Kansas Pacific  de Ray Nazarro
- 1954 : Romance inachevée (The Glenn Miller Story) d'Anthony Mann
- 1954 : Une étoile est née (A Star is Born) de George Cukor
- 1954 : Le Défilé sauvage (Black Horse Canyon) de Jesse Hibbs
- 1955 : À l'ombre des potences (Run for Cover), de Nicholas Ray
- 1956 : Guet-apens chez les Sioux (Dakota incident) de Lewis R. Foster
- 1958 : Fort Massacre (Fort Massacre), de Joseph M. Newman
- 1958 : Ambush at Cimarron Pass de Jodie Copelan

### À la télévision
- 1960 : Série Laramie, Saison 1, épisode 26 Hour after Dawn